# Danh sách giải thưởng và đề cử của The Grand Budapest Hotel
Bộ phim năm 2014 The Grand Budapest Hotel được giới phê bình đánh giá cao, được đề cử trên 160 giải thưởng, giành chiến thắng trên 50 giải. Sau đây là danh sách một số các giải thưởng.

## Giải thưởng
| Giải thưởng / Liên hoan phim                                     | Ngày trao tặng        | Danh mục                                                  | Người tiếp nhận và đối tượng đề cử | Kết quả       | Nguồn tham khảo |
| ---------------------------------------------------------------- | --------------------- | --------------------------------------------------------- | --- | ------------- | --------------- |
| Giải thưởng quốc tế AACTA                                        | 31, tháng 01, 2015    | Phim xuất sắc nhất                                        | The Grand Budapest Hotel | Đề cử         | [ 1 ]           |
| Giải thưởng quốc tế AACTA                                        | 31, tháng 01, 2015    | Đạo diễn xuất sắc nhất                                    | Wes Anderson | Đề cử         | [ 1 ]           |
| Giải thưởng quốc tế AACTA                                        | 31, tháng 01, 2015    | Kịch bản xuất sắc nhất                                    | Wes Anderson | Đề cử         | [ 1 ]           |
| Giải Oscar                                                       | 22, tháng 02, 2015    | Phim hay nhất                                             | Wes Anderson, Scott Rudin, Steven Rales và Jeremy Dawson | Đề cử         | [ 2 ]           |
| Giải Oscar                                                       | 22, tháng 02, 2015    | Đạo diễn xuất sắc nhất                                    | Wes Anderson | Đề cử         | [ 2 ]           |
| Giải Oscar                                                       | 22, tháng 02, 2015    | Kịch bản gốc xuất sắc nhất                                | Wes Anderson, Hugo Guinness | Đề cử         | [ 2 ]           |
| Giải Oscar                                                       | 22, tháng 02, 2015    | Nhạc phim hay nhất                                        | Alexandre Desplat | Đoạt giải     | [ 2 ]           |
| Giải Oscar                                                       | 22, tháng 02, 2015    | Quay phim xuất sắc nhất                                   | Robert Yeoman | Đề cử         | [ 2 ]           |
| Giải Oscar                                                       | 22, tháng 02, 2015    | Dựng phim xuất sắc nhất                                   | Barney Pilling | Đề cử         | [ 2 ]           |
| Giải Oscar                                                       | 22, tháng 02, 2015    | Thiết kế sản xuất xuất sắc nhất                           | Adam Stockhausen và Anna Pinnock | Đoạt giải     | [ 2 ]           |
| Giải Oscar                                                       | 22, tháng 02, 2015    | Thiết kế phục trang đẹp nhất                              | Milena Canonero | Đoạt giải     | [ 2 ]           |
| Giải Oscar                                                       | 22, tháng 02, 2015    | Hóa trang xuất sắc nhất                                   | Frances Hannon và Mark Coulier | Đoạt giải     | [ 2 ]           |
| Liên minh những nữ nhà báo phim                                  | 12, tháng 01, 2015    | Phim hay nhất                                             | The Grand Budapest Hotel | Đề cử         | [ 3 ] [ 4 ]     |
| Liên minh những nữ nhà báo phim                                  | 12, tháng 01, 2015    | Đạo diễn xuất sắc nhất                                    | Wes Anderson | Đề cử         | [ 3 ] [ 4 ]     |
| Liên minh những nữ nhà báo phim                                  | 12, tháng 01, 2015    | Kịch bản gốc xuất sắc nhất                                | Wes Anderson | Đề cử         | [ 3 ] [ 4 ]     |
| Liên minh những nữ nhà báo phim                                  | 12, tháng 01, 2015    | Nhạc phim hay nhất                                        | Alexandre Desplat | Đề cử         | [ 3 ] [ 4 ]     |
| Liên minh những nữ nhà báo phim                                  | 12, tháng 01, 2015    | Dàn diễn viên xuất sắc nhất (do đạo diễn chọn)            | The Grand Budapest Hotel (cùng với Birdman) | Đoạt giải     | [ 3 ] [ 4 ]     |
| Giải thưởng Eddie ACE                                            | 30, tháng 01, 2015    | Biên soạn phim tốt nhất - Hài kịch hoặc âm nhạc           | Barney Pilling | Đoạt giải     | [ 5 ]           |
| Giải ASC                                                         | 15, tháng 02, 2015    | Sân khấu Điện ảnh                                         | Robert D. Yeoman | Đề cử         | [ 6 ]           |
| Giải thưởng của hiệp hội đạo diễn nghệ thuật                     | 31, tháng 01, 2015    | Thiết kế sản xuất xuất sắc một thời kỳ phim               | Adam Stockhausen | Đoạt giải     | [ 7 ]           |
| Giải thưởng của Hiệp hội các nhà phê bình phim Austin            | 17, tháng 12 năm 2014 | Những phim top 10                                         | The Grand Budapest Hotel | vị trí thứ 03 | [ 8 ]           |
| Giải thưởng của Hiệp hội phê bình phim Bỉ                        | 10, tháng 01, 2015    | Giải Grand Prix                                           | The Grand Budapest Hotel | Đề cử         | [ 9 ]           |
| Liên hoan phim quốc tế Berlin                                    | 15, tháng 02, 2014    | Giải thưởng lớn                                           | Wes Anderson | Đoạt giải     | [ 10 ]          |
| Giải BAFTA                                                       | 8, tháng 02, 2015     | Phim hay nhất                                             | The Grand Budapest Hotel | Đề cử         | [ 11 ]          |
| Giải BAFTA                                                       | 8, tháng 02, 2015     | Đạo diễn xuất sắc nhất                                    | Wes Anderson | Đề cử         | [ 11 ]          |
| Giải BAFTA                                                       | 8, tháng 02, 2015     | Kịch bản gốc xuất sắc nhất                                | Wes Anderson | Đoạt giải     | [ 11 ]          |
| Giải BAFTA                                                       | 8, tháng 02, 2015     | Nam diễn viên chính xuất sắc nhất                         | Ralph Fiennes | Đề cử         | [ 11 ]          |
| Giải BAFTA                                                       | 8, tháng 02, 2015     | Nhạc phim hay nhất                                        | Alexandre Desplat | Đoạt giải     | [ 11 ]          |
| Giải BAFTA                                                       | 8, tháng 02, 2015     | Quay phim xuất sắc nhất                                   | Robert Yeoman | Đề cử         | [ 11 ]          |
| Giải BAFTA                                                       | 8, tháng 02, 2015     | Dựng phim xuất sắc nhất                                   | Barney Pilling | Đề cử         | [ 11 ]          |
| Giải BAFTA                                                       | 8, tháng 02, 2015     | Thiết kế sản xuất xuất sắc nhất                           | Adam Stockhausen, Anna Pinnock | Đoạt giải     | [ 11 ]          |
| Giải BAFTA                                                       | 8, tháng 02, 2015     | Thiết kế trang phục xuất sắc nhất                         | Milena Canonero | Đoạt giải     | [ 11 ]          |
| Giải BAFTA                                                       | 8, tháng 02, 2015     | Hóa trang xuất sắc nhất                                   | Frances Hannon | Đoạt giải     | [ 11 ]          |
| Giải BAFTA                                                       | 8, tháng 02, 2015     | Âm thanh hay nhất                                         | Wayne Lemmer, Christopher Scarabosio, và Pawel Wdowczak | Đề cử         | [ 11 ]          |
| Hiệp hội diễn viên Hoa Kỳ                                        | 22, tháng 01, 2015    | Hãng phim hoặc phim hài độc lập                           | Douglas Aibel, Jina Jay, và Henry Russell Bergstein | Đoạt giải     | [ 12 ] [ 13 ]   |
| Giải César                                                       | 20, tháng 02, 2015    | Phim nước ngoài hay nhất                                  | The Grand Budapest Hotel | Đề cử         | [ 14 ]          |
| Giải của Hiệp hội phê bình phim Chicago                          | 15, tháng 12 năm 2014 | Phim hay nhất                                             | The Grand Budapest Hotel | Đề cử         | [ 15 ]          |
| Giải của Hiệp hội phê bình phim Chicago                          | 15, tháng 12 năm 2014 | Đạo diễn xuất sắc nhất                                    | Wes Anderson | Đề cử         | [ 15 ]          |
| Giải của Hiệp hội phê bình phim Chicago                          | 15, tháng 12 năm 2014 | Kịch bản gốc hay nhất                                     | Wes Anderson | Đoạt giải     | [ 15 ]          |
| Giải của Hiệp hội phê bình phim Chicago                          | 15, tháng 12 năm 2014 | Chỉ đạo nghệ thuật / Thiết kế Sản xuất xuất sắc nhất      | Adam Stockhausen, Anna Pinnock | Đoạt giải     | [ 15 ]          |
| Giải của Hiệp hội phê bình phim Chicago                          | 15, tháng 12 năm 2014 | Quay phim xuất sắc nhất                                   | Robert Yeoman | Đoạt giải     | [ 15 ]          |
| Giải của Hiệp hội phê bình phim Chicago                          | 15, tháng 12 năm 2014 | Biên tập xuất sắc nhất                                    | Barney Pilling | Đề cử         | [ 15 ]          |
| Giải của Hiệp hội phê bình phim Chicago                          | 15, tháng 12 năm 2014 | Nhạc gốc hay nhất                                         | Alexandre Desplat | Đề cử         | [ 15 ]          |
| Giải của Hiệp hội phê bình phim Chicago                          | 15, tháng 12 năm 2014 | Diễn xuất triển vọng nhất                                 | Tony Revolori | Đề cử         | [ 15 ]          |
| Liên đoàn thiết kế phục trang                                    | 17, tháng 02, 2015    | Thời kỳ phim xuất sắc nhất                                | Milena Canonero | Đoạt giải     | [ 16 ]          |
| Giải BFCA                                                        | 15, tháng 01, 2015    | Phim hay nhất                                             | The Grand Budapest Hotel | Đề cử         | [ 17 ]          |
| Giải BFCA                                                        | 15, tháng 01, 2015    | Đạo diễn xuất sắc nhất                                    | Wes Anderson | Đề cử         | [ 17 ]          |
| Giải BFCA                                                        | 15, tháng 01, 2015    | Nam chính xuất sắc nhất                                   | Ralph Fiennes | Đề cử         | [ 17 ]          |
| Giải BFCA                                                        | 15, tháng 01, 2015    | Diễn viên trẻ xuất sắc nhất                               | Tony Revolori | Đề cử         | [ 17 ]          |
| Giải BFCA                                                        | 15, tháng 01, 2015    | Dàn diễn viên xuất sắc nhất                               | Dàn diễn viên của The Grand Budapest Hotel | Đề cử         | [ 17 ]          |
| Giải BFCA                                                        | 15, tháng 01, 2015    | Kịch bản hay nhất                                         | Wes Anderson, Hugo Guinness | Đề cử         | [ 17 ]          |
| Giải BFCA                                                        | 15, tháng 01, 2015    | Quay phim xuất sắc nhất                                   | Robert Yeoman | Đề cử         | [ 17 ]          |
| Giải BFCA                                                        | 15, tháng 01, 2015    | Chỉ đạo nghệ thuật xuất sắc nhất                          | Adam Stockhausen (thiết kế sản xuất), Anna Pinnock (trang trí) | Đoạt giải     | [ 17 ]          |
| Giải BFCA                                                        | 15, tháng 01, 2015    | Thiết kế trang phục xuất sắc nhất                         | Milena Canonero | Đoạt giải     | [ 17 ]          |
| Giải BFCA                                                        | 15, tháng 01, 2015    | Phim hài hay nhất                                         | The Grand Budapest Hotel | Đoạt giải     | [ 17 ]          |
| Giải BFCA                                                        | 15, tháng 01, 2015    | Nam diễn viên phim hài xuất sắc nhất                      | Ralph Fiennes | Đề cử         | [ 17 ]          |
| Giải thưởng DFWFCA                                               | 15, tháng 12 năm 2014 | Top 10 phim                                               | The Grand Budapest Hotel | vị trứ thứ 05 | [ 18 ]          |
| Giải thưởng DFWFCA                                               | 15, tháng 12 năm 2014 | Đạo diễn xuất sắc nhất                                    | Wes Anderson | Đề cử         | [ 18 ]          |
| Giải thưởng David di Donatello                                   | 10, tháng 06, 2014    | Phim nước ngoài hay nhất                                  | Wes Anderson | Đoạt giải     | [ 19 ]          |
| Hiệp hội phê bình phim Denver                                    | 12, tháng 01, 2015    | Nam diễn viên xuất sắc nhất                               | Ralph Fiennes (cùng với Bradley Cooper trong phim American Sniper) | Đoạt giải     | [ 20 ] [ 21 ]   |
| Hiệp hội phê bình phim Denver                                    | 12, tháng 01, 2015    | Kịch bản gốc hay nhất                                     | Wes Anderson, Hugo Guinness | Đề cử         | [ 20 ] [ 21 ]   |
| Hiệp hội phê bình phim Denver                                    | 12, tháng 01, 2015    | Nhạc phim hay nhất                                        | Alexandre Desplat | Đề cử         | [ 20 ] [ 21 ]   |
| Hiệp hội phê bình phim Denver                                    | 12, tháng 01, 2015    | Phim hài hay nhất                                         | The Grand Budapest Hotel | Đề cử         | [ 20 ] [ 21 ]   |
| Giải thưởng của Hiệp hội phê bình phim Detroit                   | 15, tháng 12 năm 2014 | Phim hay nhất                                             | The Grand Budapest Hotel | Đề cử         | [ 22 ]          |
| Giải thưởng của Hiệp hội phê bình phim Detroit                   | 15, tháng 12 năm 2014 | Đạo diễn xuất sắc nhất                                    | Wes Anderson | Đề cử         | [ 22 ]          |
| Giải thưởng của Hiệp hội phê bình phim Detroit                   | 15, tháng 12 năm 2014 | Diễn xuất hay nhất                                        | The Grand Budapest Hotel | Đoạt giải     | [ 22 ]          |
| Giải thưởng của Hiệp hội phê bình phim Detroit                   | 15, tháng 12 năm 2014 | Kịch bản hay nhất                                         | Wes Anderson | Đề cử         | [ 22 ]          |
| Giải thưởng của Liên hiệp đạo diễn Hoa Kỳ                        | 7, tháng 02, 2015     | Chỉ đạo xuất sắc - Phim nổi bật                           | Wes Anderson | Đề cử         | [ 23 ]          |
| Giải thưởng của giới phê bình phim Dublin                        | 17, tháng 12 năm 2014 | Phim top 10                                               | The Grand Budapest Hotel | vị trí thứ 06 | [ 24 ]          |
| Giải thưởng của giới phê bình phim Dublin                        | 17, tháng 12 năm 2014 | Đạo diễn xuất sắc nhất                                    | Wes Anderson | Đề cử         | [ 24 ]          |
| Giải thưởng của giới phê bình phim Dublin                        | 17, tháng 12 năm 2014 | Nam diễn viên xuất sắc nhất                               | Ralph Fiennes | Đề cử         | [ 24 ]          |
| Giải thưởng Empire                                               | 29, tháng 03, 2015    | Phim hài hay nhất                                         | The Grand Budapest Hotel | Đề cử         | [ 25 ]          |
| Giải FFCC                                                        | 19, tháng 12 năm 2014 | Phim hay nhất                                             | The Grand Budapest Hotel | Đề cử         | [ 26 ]          |
| Giải FFCC                                                        | 19, tháng 12 năm 2014 | Diễn xuất hay nhất                                        | The Grand Budapest Hotel | Đoạt giải     | [ 26 ]          |
| Giải FFCC                                                        | 19, tháng 12 năm 2014 | Đạo diễn xuất sắc nhất                                    | Wes Anderson | Đề cử         | [ 26 ]          |
| Giải FFCC                                                        | 19, tháng 12 năm 2014 | Kịch bản hay nhất                                         | Wes Anderson và Hugo Guinness | Đoạt giải     | [ 26 ]          |
| Giải FFCC                                                        | 19, tháng 12 năm 2014 | Quay phim xuất sắc nhất                                   | Robert Yeoman | Đề cử         | [ 26 ]          |
| Giải FFCC                                                        | 19, tháng 12 năm 2014 | Chỉ đạo nghệ thuật / Thiết kế Sản xuất xuất sắc nhất      | Adam Stockhausen và Anna Pinnock | Đoạt giải     | [ 26 ]          |
| Giải Quả cầu vàng                                                | 11, tháng 01, 2015    | Phim ca nhạc hoặc phim hài hay nhất                       | The Grand Budapest Hotel | Đoạt giải     | [ 27 ]          |
| Giải Quả cầu vàng                                                | 11, tháng 01, 2015    | Đạo diễn xuất sắc nhất                                    | Wes Anderson | Đề cử         | [ 27 ]          |
| Giải Quả cầu vàng                                                | 11, tháng 01, 2015    | Nam diễn viên phim ca nhạc hoặc phim hài xuất sắc nhất    | Ralph Fiennes | Đề cử         | [ 27 ]          |
| Giải Quả cầu vàng                                                | 11, tháng 01, 2015    | Kịch bản hay nhất                                         | Wes Anderson | Đề cử         | [ 27 ]          |
| Giải thưởng Trailer vàng                                         | 30, tháng 05, 2014    | Đồ họa TV tốt nhất                                        | The Grand Budapest Hotel "30TV Dynamite" | Đoạt giải     | [ 28 ]          |
| Giải thưởng của Hiệp hội phê bình phim Houston                   | 10, tháng 01, 2015    | Phim hay nhất                                             | The Grand Budapest Hotel | Đề cử         | [ 29 ] [ 30 ]   |
| Giải thưởng của Hiệp hội phê bình phim Houston                   | 10, tháng 01, 2015    | Đạo diễn xuất sắc nhất                                    | Wes Anderson | Đề cử         | [ 29 ] [ 30 ]   |
| Giải thưởng của Hiệp hội phê bình phim Houston                   | 10, tháng 01, 2015    | Kịch bản hay nhất                                         | Wes Anderson và Hugo Guinness | Đề cử         | [ 29 ] [ 30 ]   |
| Giải thưởng của Hiệp hội phê bình phim Houston                   | 10, tháng 01, 2015    | Quay phim xuất sắc nhất                                   | Robert Yeoman | Đề cử         | [ 29 ] [ 30 ]   |
| Giải thưởng của Hiệp hội phê bình phim Houston                   | 10, tháng 01, 2015    | Nhạc phim gốc hay nhất                                    | Alexandre Desplat | Đoạt giải     | [ 29 ] [ 30 ]   |
| Giải thưởng của Hiệp hội phê bình phim Houston                   | 10, tháng 01, 2015    | Thiết kế poster đẹp nhất                                  | Annie Atkins | Đoạt giải     | [ 29 ] [ 30 ]   |
| Nastro d'Argento                                                 | 28, tháng 06, 2014    | Thiết kế trang phục xuất sắc nhất                         | Milena Canonero | Đoạt giải     | [ 31 ]          |
| Giải Grammy                                                      | 8, tháng 02, 2015     | Soạn nhạc cho Sản phẩm Truyền thông Hình ảnh hay nhất     | Alexandre Desplat | Đoạt giải     | [ 32 ]          |
| Giải thưởng Gotham                                               | 1, tháng 12 năm 2014  | Phim nổi bật nhất                                         | The Grand Budapest Hotel | Đề cử         | [ 33 ]          |
| Giải thưởng Gotham                                               | 1, tháng 12 năm 2014  | Giải thưởng từ Khán giả                                   | The Grand Budapest Hotel | Đề cử         | [ 33 ]          |
| Giải thưởng của Hiệp hội Các nhà phê bình Âm nhạc phim quốc tế   | 19, tháng 02, 2015    | Nhạc phim của năm                                         | Alexandre Desplat | Đề cử         | [ 34 ]          |
| Giải thưởng của Hiệp hội Các nhà phê bình Âm nhạc phim quốc tế   | 19, tháng 02, 2015    | Nhạc phim hài kịch hay nhất                               | Alexandre Desplat | Đoạt giải     | [ 34 ]          |
| Giải thưởng Bỏ phiếu bình chọn phim trực tuyến quốc tế           | 25, tháng 02, 2015    | Phim hay nhất                                             | The Grand Budapest Hotel | Đề cử         | [ 35 ]          |
| Giải thưởng Bỏ phiếu bình chọn phim trực tuyến quốc tế           | 25, tháng 02, 2015    | Phim top 10                                               | The Grand Budapest Hotel | Đoạt giải     | [ 35 ]          |
| Giải thưởng Bỏ phiếu bình chọn phim trực tuyến quốc tế           | 25, tháng 02, 2015    | Đạo diễn xuất sắc nhất                                    | Wes Anderson | Đề cử         | [ 35 ]          |
| Giải thưởng Bỏ phiếu bình chọn phim trực tuyến quốc tế           | 25, tháng 02, 2015    | Nam diễn viên xuất sắc nhất                               | Ralph Fiennes | Đề cử         | [ 35 ]          |
| Giải thưởng Bỏ phiếu bình chọn phim trực tuyến quốc tế           | 25, tháng 02, 2015    | Dàn diễn viên xuất sắc nhất                               | The Grand Budapest Hotel | Đoạt giải     | [ 35 ]          |
| Giải thưởng Bỏ phiếu bình chọn phim trực tuyến quốc tế           | 25, tháng 02, 2015    | Kịch bản gốc hay nhất                                     | Wes Anderson và Hugo Guinness | Đề cử         | [ 35 ]          |
| Giải thưởng Bỏ phiếu bình chọn phim trực tuyến quốc tế           | 25, tháng 02, 2015    | Thiết kế sản xuất xuất sắc nhất                           | Adam Stockhausen và Anna Pinnock | Đoạt giải     | [ 35 ]          |
| Giải thưởng Bỏ phiếu bình chọn phim trực tuyến quốc tế           | 25, tháng 02, 2015    | Nhạc phim hay nhất                                        | Alexandre Desplat | Đoạt giải     | [ 35 ]          |
| Giải thưởng của giới quản lý địa phận Hoa Kỳ                     | 7, tháng 03, 2015     | Địa phận thời kỳ làm phim nổi bật nhất                    | Klaus Darrelmann | Đoạt giải     | [ 36 ]          |
| Giải thưởng của giới phê bình phim London                        | 18, tháng 01, 2015    | Phim của năm                                              | The Grand Budapest Hotel | Đề cử         | [ 37 ] [ 38 ]   |
| Giải thưởng của giới phê bình phim London                        | 18, tháng 01, 2015    | Đạo diễn của năm                                          | Wes Anderson | Đề cử         | [ 37 ] [ 38 ]   |
| Giải thưởng của giới phê bình phim London                        | 18, tháng 01, 2015    | Nghệ sĩ Anh trẻ tuổi của năm                              | Saoirse Ronan | Đề cử         | [ 37 ] [ 38 ]   |
| Giải thưởng của giới phê bình phim London                        | 18, tháng 01, 2015    | Biên kịch của năm                                         | Wes Anderson | Đoạt giải     | [ 37 ] [ 38 ]   |
| Giải thưởng của giới phê bình phim London                        | 18, tháng 01, 2015    | Giải thưởng Thành tựu kỹ thuật                            | Thiết kế sản xuất: Adam Stockhausen | Đề cử         | [ 37 ] [ 38 ]   |
| Giải LAFCA                                                       | 7, tháng 12 năm 2014  | Phim hay nhất                                             | The Grand Budapest Hotel | Hạng nhì      | [ 39 ]          |
| Giải LAFCA                                                       | 7, tháng 12 năm 2014  | Đạo diễn xuất sắc nhất                                    | Wes Anderson | Hạng nhì      | [ 39 ]          |
| Giải LAFCA                                                       | 7, tháng 12 năm 2014  | Kịch bản hay nhất                                         | Wes Anderson | Đoạt giải     | [ 39 ]          |
| Giải LAFCA                                                       | 7, tháng 12 năm 2014  | Chỉ đạo sản xuất xuất sắc nhất                            | Adam Stockhausen | Đoạt giải     | [ 39 ]          |
| Giải LAFCA                                                       | 7, tháng 12 năm 2014  | Biên tập xuất sắc nhất                                    | Barney Pilling | Hạng nhì      | [ 39 ]          |
| Giải vàng MPSE                                                   | 15, tháng 02, 2015    | Phim ngôn ngữ tiếng Anh - Đối thoại / ADR nổi bật nhất    | Wayne Lemmer, Christopher Scarabosio | Đề cử         | [ 40 ]          |
| Giải thưởng của Hiệp hội phê bình điện ảnh Quốc gia              | 3, tháng 01, 2015     | Nam diễn viên xuất sắc nhất                               | Ralph Fiennes | Hạng nhì      | [ 41 ]          |
| Giải thưởng của Hiệp hội phê bình điện ảnh Quốc gia              | 3, tháng 01, 2015     | Kịch bản hay nhất                                         | Wes Anderson | Đoạt giải     | [ 41 ]          |
| Giải NYFCC                                                       | 01, tháng 12 năm 2014 | Kịch bản hay nhất                                         | Wes Anderson | Đoạt giải     | [ 42 ]          |
| Giải OFCS                                                        | 15, tháng 12 năm 2014 | Phim hay nhất                                             | The Grand Budapest Hotel | Đoạt giải     | [ 43 ] [ 44 ]   |
| Giải OFCS                                                        | 15, tháng 12 năm 2014 | Nam chính xuất sắc nhất                                   | Ralph Fiennes | Đề cử         | [ 43 ] [ 44 ]   |
| Giải OFCS                                                        | 15, tháng 12 năm 2014 | Đạo diễn xuất sắc nhất                                    | Wes Anderson | Đề cử         | [ 43 ] [ 44 ]   |
| Giải OFCS                                                        | 15, tháng 12 năm 2014 | Kịch bản gốc hay nhất                                     | Wes Anderson | Đoạt giải     | [ 43 ] [ 44 ]   |
| Giải OFCS                                                        | 15, tháng 12 năm 2014 | Biên tập xuất sắc nhất                                    | Barney Pilling | Đề cử         | [ 43 ] [ 44 ]   |
| Giải OFCS                                                        | 15, tháng 12 năm 2014 | Quay phim xuất sắc nhất                                   | Robert Yeoman | Đoạt giải     | [ 43 ] [ 44 ]   |
| Giải thưởng của Liên đoàn sản xuất phim Hoa Kỳ                   | 24, tháng 1 năm 2015  | Tác phẩm sân khấu điện ảnh xuất sắc nhất                  | Wes Anderson, Scott Rudin, Jeremy Dawson và Steven Rales | Đề cử         | [ 45 ]          |
| Giải SDFCS                                                       | 15, tháng 12 năm 2014 | Phim hay nhất                                             | The Grand Budapest Hotel | Đề cử         | [ 46 ]          |
| Giải SDFCS                                                       | 15, tháng 12 năm 2014 | Đạo diễn xuất sắc nhất                                    | Wes Anderson | Đề cử         | [ 46 ]          |
| Giải SDFCS                                                       | 15, tháng 12 năm 2014 | Nam chính xuất sắc nhất                                   | Ralph Fiennes | Đề cử         | [ 46 ]          |
| Giải SDFCS                                                       | 15, tháng 12 năm 2014 | Kịch bản gốc hay nhất                                     | Wes Anderson | Đề cử         | [ 46 ]          |
| Giải SDFCS                                                       | 15, tháng 12 năm 2014 | Biên tập xuất sắc nhất                                    | Barney Pilling | Đề cử         | [ 46 ]          |
| Giải SDFCS                                                       | 15, tháng 12 năm 2014 | Thiết kế sản xuất xuất sắc nhất                           | Adam Stockhausen, Anna Pinnock | Đoạt giải     | [ 46 ]          |
| Giải SDFCS                                                       | 15, tháng 12 năm 2014 | Nhạc phim hay nhất                                        | Alexandre Desplat | Đề cử         | [ 46 ]          |
| Giải SDFCS                                                       | 15, tháng 12 năm 2014 | Dàn diễn xuất hay nhất                                    | The Grand Budapest Hotel | Đề cử         | [ 46 ]          |
| Giải thưởng của Giới phê bình phim San Francisco                 | 14, tháng 12 năm 2014 | Đạo diễn xuất sắc nhất                                    | Wes Anderson | Đề cử         | [ 47 ] [ 48 ]   |
| Giải thưởng của Giới phê bình phim San Francisco                 | 14, tháng 12 năm 2014 | Kịch bản gốc xuất sắc nhất                                | Wes Anderson, Hugo Guinness | Đề cử         | [ 47 ] [ 48 ]   |
| Giải thưởng của Giới phê bình phim San Francisco                 | 14, tháng 12 năm 2014 | Quay phim xuất sắc nhất                                   | Robert Yeoman | Đề cử         | [ 47 ] [ 48 ]   |
| Giải thưởng của Giới phê bình phim San Francisco                 | 14, tháng 12 năm 2014 | Thiết kế sản xuất xuất sắc nhất                           | Adam Stockhausen | Đoạt giải     | [ 47 ] [ 48 ]   |
| Giải Satellite                                                   | 15, tháng 2 năm 2015  | Phim hay nhất                                             | The Grand Budapest Hotel | Đề cử         | [ 49 ]          |
| Giải Satellite                                                   | 15, tháng 2 năm 2015  | Thiết kế trang phục đẹp nhất                              | Milena Canonero | Đoạt giải     | [ 49 ]          |
| Giải Satellite                                                   | 15, tháng 2 năm 2015  | Chỉ đạo nghệ thuật và Thiết kế sản xuất xuất sắc nhất     | Adam Stockhausen, Anna Pinnock và Stephan Gessler | Đoạt giải     | [ 49 ]          |
| Giải Sao Thổ                                                     | 25, tháng 6 năm 2015  | Phim giả tưởng xuất sắc nhất                              | The Grand Budapest Hotel | Đề cử         | [ 50 ]          |
| Giải Sao Thổ                                                     | 25, tháng 6 năm 2015  | Kịch bản hay nhất                                         | Wes Anderson | Đề cử         | [ 50 ]          |
| Giải Sao Thổ                                                     | 25, tháng 6 năm 2015  | Diễn viên trẻ xuất sắc nhất                               | Tony Revolori | Đề cử         | [ 50 ]          |
| Giải Sao Thổ                                                     | 25, tháng 6 năm 2015  | Thiết kế sản xuất xuất sắc nhất                           | Adam Stockhausen | Đề cử         | [ 50 ]          |
| Giải thưởng của Hội Diễn viên Điện ảnh                           | 25, tháng 1 năm 2015  | Diễn xuất nổi bật của diễn viên trong phim điện ảnh       | F. Murray Abraham, Mathieu Amalric, Adrien Brody, Willem Dafoe, Ralph Fiennes, Jeff Goldblum, Harvey Keitel, Jude Law, Bill Murray, Edward Norton, Tony Revolori, Saoirse Ronan, Jason Schwartzman, Léa Seydoux, Tilda Swinton, Tom Wilkinson, và Owen Wilson | Đề cử         | [ 51 ]          |
| Giải thưởng của Hiệp hội các nhà phê bình phim St. Louis Gateway | 15, tháng 12 năm 2014 | Phim hay nhất                                             | The Grand Budapest Hotel | Đề cử         | [ 52 ]          |
| Giải thưởng của Hiệp hội các nhà phê bình phim St. Louis Gateway | 15, tháng 12 năm 2014 | Đạo diễn xuất sắc nhất                                    | Wes Anderson | Đề cử         | [ 52 ]          |
| Giải thưởng của Hiệp hội các nhà phê bình phim St. Louis Gateway | 15, tháng 12 năm 2014 | Nam diễn viên phụ xuất sắc nhất                           | Tony Revolori | Đề cử         | [ 52 ]          |
| Giải thưởng của Hiệp hội các nhà phê bình phim St. Louis Gateway | 15, tháng 12 năm 2014 | Chỉ đạo nghệ thuật xuất sắc nhất                          | The Grand Budapest Hotel | Đoạt giải     | [ 52 ]          |
| Giải thưởng của Hiệp hội các nhà phê bình phim St. Louis Gateway | 15, tháng 12 năm 2014 | Quay phim xuất sắc nhất                                   | Robert Yeoman | Đề cử         | [ 52 ]          |
| Giải thưởng của Hiệp hội các nhà phê bình phim St. Louis Gateway | 15, tháng 12 năm 2014 | Nhạc phim hay nhất                                        | Alexandre Desplat | Đề cử         | [ 52 ]          |
| Giải thưởng của Hiệp hội các nhà phê bình phim St. Louis Gateway | 15, tháng 12 năm 2014 | Hiệu ứng hình ảnh xuất sắc nhất                           | The Grand Budapest Hotel | Đề cử         | [ 52 ]          |
| Giải thưởng của Hiệp hội các nhà phê bình phim St. Louis Gateway | 15, tháng 12 năm 2014 | Phim hài hay nhất                                         | The Grand Budapest Hotel | Đề cử         | [ 52 ]          |
| Giải thưởng của Hiệp hội các nhà phê bình phim St. Louis Gateway | 15, tháng 12 năm 2014 | Phim nghệ thuật xuất sắc nhất                             | The Grand Budapest Hotel | Đề cử         | [ 52 ]          |
| Giải TFCA                                                        | 14, tháng 12 năm 2014 | Kịch bản hay nhất                                         | Wes Anderson | Đoạt giải     | [ 53 ]          |
| Giải TFCA                                                        | 14, tháng 12 năm 2014 | Phim hay nhất                                             | The Grand Budapest Hotel | Vị trí thứ 02 | [ 53 ]          |
| Giải TFCA                                                        | 14, tháng 12 năm 2014 | Đạo diễn xuất sắc nhất                                    | Wes Anderson | Vị trí thứ 03 | [ 53 ]          |
| Giải TFCA                                                        | 14, tháng 12 năm 2014 | Nam chính xuất sắc nhất                                   | Ralph Fiennes | Vị trí thứ 03 | [ 53 ]          |
| Giải thưởng của Giới phê bình phim Vancouver                     | 5, tháng 1 năm 2015   | Đạo diễn xuất sắc nhất                                    | Wes Anderson | Đề cử         | [ 54 ] [ 55 ]   |
| Giải thưởng của Giới phê bình phim Vancouver                     | 5, tháng 1 năm 2015   | Kịch bản hay nhất                                         | Wes Anderson | Đoạt giải     | [ 54 ] [ 55 ]   |
| Giải thưởng của Hiệp hội hiệu ứng hình ảnh                       | 4, tháng 2 năm, 2015  | Hỗ trợ hiệu ứng hình ảnh xuất sắc / Phim điện ảnh nổi bật | The Grand Budapest Hotel | Đề cử         | [ 56 ]          |
| Giải WAFCA                                                       | 08, tháng 12 năm 2014 | Dàn diễn xuất xuất sắc nhất                               | Dàn diễn viên The Grand Budapest Hotel | Đề cử         | [ 57 ]          |
| Giải WAFCA                                                       | 08, tháng 12 năm 2014 | Diễn viên trẻ xuất sắc nhất                               | Tony Revolori | Đề cử         | [ 57 ]          |
| Giải WAFCA                                                       | 08, tháng 12 năm 2014 | Kịch bản gốc hay nhất                                     | Wes Anderson | Đề cử         | [ 57 ]          |
| Giải WAFCA                                                       | 08, tháng 12 năm 2014 | Chỉ đạo nghệ thuật xuất sắc nhất                          | Thiết kế sản xuất: Adam Stockhausen, Trang trí: Anna Pinnock | Đoạt giải     | [ 57 ]          |
| Giải WAFCA                                                       | 08, tháng 12 năm 2014 | Quay phim xuất sắc nhất                                   | Robert Yeoman | Đề cử         | [ 57 ]          |
| Giải thưởng nhạc phim thế giới                                   | 25, tháng 10 năm 2014 | Bản nhạc gốc của năm xuất sắc nhất                        | Alexandre Desplat | Đoạt giải     | [ 58 ]          |
| Giải thưởng của Liên đoàn kịch bản gia Hoa Kỳ                    | 14, tháng 2 năm 2015  | Kịch bản gốc hay nhất                                     | Wes Anderson (kịch bản) Wes Anderson và Hugo Guinness (mạch truyện) | Đoạt giải     | [ 59 ]          |